# Sajónagyfalu
Sajónagyfalu (románul Mărișelu, németül Großdorf, az erdélyi szász nyelven Grussndref) település Romániában, Beszterce-Naszód megyében.

## Fekvése
Besztercétől 21 km-re délre, Nec, Serling, Zselyk és Berlád közt fekvő település.

## Története
1243-ban Nogfalu néven említik először a források.
A középkorban lakossága valószínűleg német volt, erre utal, hogy 1332-ben a pápai tizedjegyzék szerint plébánosának neve Hermann volt.
1602-ben települést Giorgio Basta katonái pusztították el. Ezt követően román lakossággal települt újra.
A trianoni békeszerződésig Beszterce-Naszód vármegye Besenyői járásához tartozott.

## Lakossága
1910-ben 754 lakosából 731 román, 15 német, 7 cigány és 1 magyar nemzetiségű volt.
2002-ben 433 lakosa volt, ebből 401 román, 31 cigány és 1 magyar.